# Granica egipsko-libijska
Granica egipsko-libijska − granica międzypaństwowa pomiędzy Egiptem i Libią o długości 1115 kilometrów.
Początek granicy  na północy, znajduje się   na wybrzeżu Morza Śródziemnego (Zatoka Sallumska, Chalidż as- Sallum) pomiędzy egipskim miastem As-Sallum a libijskim Bardija (al-Bardi). Następnie granica biegnie w kierunku południowym przez Pustynię Libijską wzdłuż południka 25°E do trójstyku granic Libii, Egiptu i Sudanu (na północny wschód od libijskiego Al Awaynat).
Granica powstała w 1926 roku.